# Hetton
Hetton est un village du Yorkshire du Nord, en Angleterre.